# Stanislav Kozubek
Stanislav Kozubek (Praga, 9 de juny de 1980) va ser un ciclista txec, professional del 2003 al 2013. Va combinar la carretera amb la pista.

## Palmarès en ruta
- 2006
  -  Campió de Txèquia en ruta
  - Vencedor d'una etapa a la Volta a Eslovàquia
- 2007
  -  Campió de Txèquia en contrarellotge
  - 1r a la Praga-Karlovy Vary-Praga
- 2011
  - 1r al Czech Cycling Tour

## Palmarès en pista
- 2001
  -  Campió d'Europa sub-23 en Persecució per equips (amb Michal Kesl, Alois Kaňkovský i Libor Hlavac)
- 2005
  -  Campió de Txèquia en Scratch
  -  Campió de Txèquia en Persecució per equips